# Кенсо Танге
Кензо Танге (јап. 丹下健三; Осака, 4. септембар 1913 — Токио, 22. март 2005) је био јапански архитекта. Добитник је Прицкерове награде 1987. године. Танге је светску славу стекао реконструкцијом Хирошиме, разорене у Другом светском рату. Његова каријера обухвата читаву другу половину двадесетог века, стварајући бројне препознатљиве зграде у Токију, другим јапанским градовима и градовима широм света, као и амбициозне физичке планове за Токио и околину. Био је учесник реконструкције земљотресом разореног Скопља. Обнова града привукла је велику међународну пажњу.

## Биографија
Детињство је провео у граду Имбари на јапанском острву Шикоку. Године 1935, почео је студије архитектуре на универзитету у Токију, а за то се одлучио упознавајући се са архитектуром Ле Корбизјеа. За време рата је почео са студијама урбанизма. Године 1946, постао је ванредни професор на Токијском универзитету и основао је „Танге лабораторију“. На Токијском универзитету је радио као професор од 1963. до 1974. године и постао је тражени предавач на Харварду, Јејлу, Берклију и другим светски познатим универзитетима.

## Каснија каријера
Током 1970-их и 1980-их Танге је проширио свој портфолио на зграде у преко 20 земаља широм света. Године 1985, по налогу Жака Ширака, градоначелника Париза у то време, Танге је предложио мастер план за Италијанск трг који би повезивао град дуж осе исток-запад.
За зграду метрополитенске владе у Токију, која је отворена 1991. године, Танге је дизајнирао велики градски центар са тргом којим доминирају два небодера. У њима су смештене канцеларије администрације, док се у мањој седмоспратници налази скупшинске просторије. У свом дизајну високотехнолошке верзије Кофу комуникационог центра, Танге је све три зграде опремио најсавременијим системима за управљање зградама који су пратили квалитет ваздуха, ниво светлости и безбедност. Спољашња обнова зграде представља двоструки нагласак на традицији и на модерном стању. Танге је уградио вертикалне и хоризонталне линије које подсећају на дрвене плоче и на линије на полупроводничким плочама.
Танге је наставио да ствара све до три године пре своје смрти 2005. Није волео постмодернизам 1980-их и сматрао је да је овај стил архитектуре само „прелазни архитектонски израз“. Његова сахрана је одржана у једном од његових дела, у Токијској катедрали.
Тадао Андо, један од највећих живих јапанских архитеката, воли да прича причу о псу луталици, величанственој акити, који је залутао у његов студио у Осаки пре неких 20 година и одлучио да остане. „Прво сам мислио да ћу је звати Кензо Танге; али онда сам схватио да не могу да шутирам Кензо Танга. Па сам је уместо тога назвао Ле Корбизје.“— Читуља у The Guardian

## Дело
У светску историју културе уписао се као архитекта и урбаниста који је радио на опоравку Јапана после Другог светског рата али и као творац незаборавних висећих конструкција за Олимпијске игре, одржане у Токију, или павиљона Светске изложбе „EXPO“ у Осаки. Врло рано је покушавао да комбинује авангардне елементе са јапанском традиционалном архитектуром а у каснијим годинама се окретао ка интернационалном стилу у архитектури.
Његов светски деби је учешће на „Центар мира“ и „Споменик у Хирошими“ 1949. године и од тога доба је стварао многе архитектонске и урбанистичке пројекте у целом свету. Године 1959, докторирао је са радом „Просторне структуре у велеграду“ и овој теми је посветио цели свој живот - на пример у „Плану за Токио 1960.“ у пројекту градског дела Фијера у Болоњи и новог града за 60.000 људи у Катанији у Италији. Танге је радио и у стилу брутализма и таква је скупштинска зграда у Курашики и телекомуникацијска зграда Јаманаши у Кофу.

### Животно дело
Животно дело архитекте Кенза Танге је „Олимпијски и спортски ареал“ за токијску олимпијаду. Изградио га је из кривих линија које су произашле из облика конструкције од висећих ланчаних кровова и од спиралних облика одвијајућих се од средишњих носећих армиранобетонских пилона. Као једини архитекта добио је одликовање од олимпијског комитета за свој рад.

## Наслеђе
Модуларно проширење Тангеових визија имало је известан утицај на Аркиграм са њиховим склопљивим мега структурама. Покрет метаболиста дао је замах Кикутакеовој каријери. Иако његови предлози Марин Ситија (које је поднео Танге у CIAM-у) нису реализовани, његова градска скупштина Мијаконојо (1966) била је метаболистички пример Тангеовог сопственог Ничинанског културног центра (1962). Иако је Осака Експо означио пад у метаболистичком покрету, то је резултирало „преносом“ владавине на млађу генерацију архитеката као што су Казуо Шинохара и Арата Исозаки.
У интервјуу са Џеремијем Мелвином на Краљевској академији уметности, Кенго Кума је објаснио да је са десет година био инспирисан да постане архитекта након што је видео Тангеове олимпијске арене, које су изграђене 1964.
За Рејнера Банхама, Танге је био врхунски пример употребе бруталистичке архитектуре. Његова употреба Бетон брут бетонских завршних обрада на сиров и неукрашен начин у комбинацији са његовим грађанским пројектима као што је реконструкција Токијског залива учинила је да је имао велики утицај на британске архитекте током 1960-их. Бруталистичка архитектура је критикована због тога што је бездушна и што промовише ексклузивну употребу материјала који лоше подноси дуготрајно излагање природним временским приликама.
Он је добио је AIA златну медаљу 1966. године.
Тангеов син Пол Норитака Танге дипломирао је на Универзитету Харвард 1985. и придружио се Кензо Танге Асосијецу. Он је постао је председник компаније Кензо Танге Асосијец 1997. пре него што је основао Танге Асосијец 2002. године.

## Награде
Танге је добио многе награде за свој рад као златну медаљу РИБА, АИА француске академије 1987. године, и Прицкерову награду – највишу награду за архитектуру. Те исте године је представио и свој даљи пројекат Токијске скупштине.

## Мото
У свим пројектима резонује Тангеов мото: „Архитектура мора имати нешто што човека дира у срце, но упоредо с тим њене основне форме и простори морају имати исту логику. Креативни рад је у наше доба јединство технологије и хуманости. Традиција има улогу катализатора који убрзава хемијску реакцију но у коначном резултату се више не може детектовати. Традиција може бити део дела но сама о себи није стваралачка“.

## Његови најзначајнији радови
- Меморијални парк мира у Хирошими
- Католичка катедрала, Токио
- Токио већница
- Национална спортска дворана Јојоги грађена за Олимпијске игре 1964. Токио
- Фуџи ТВ

## Галерија
- 1955: „Hiroshima Peace Memorial Museum“ у мемориалном парку у Хирошими
- 1958: „Prefectural the Government Building“ у Кагави
- 1964: „Национална спортска дворана Јојоги“ у Токију
- 1991: „Metropolitan Government Building“ у Токију
- 1996: „The Fuji TV headquarters“ у Одаби
- 2000: „Prefectural the Government Building“ у Кагави
- Административна зграда Шинјуку- Токио